# Победоносцев, Пётр Васильевич
Пётр Васи́льевич Победоно́сцев (22 сентября (3 октября) 1771, Москва — 30 сентября (12 октября) 1843, там же) — русский языковед, издатель, публицист, переводчик, профессор Московского университета, статский советник.

## Биография
С момента, когда младший из 11 детей Петра Васильевича, Константин Петрович Победоносцев взошёл на высшие ступени в иерархии чинов Российской империи, история жизни его отца как бы отошла в тень, и авторы касались её лишь в объёме минимально необходимого предисловия к биографии знаменитого сына. Сам Константин Петрович также проявлял известную скромность в вопросах освещения личной жизни и истории своих предков. «Энциклопедия Брокгауза и Ефрона» и биографические словари начала XX века дают о Петре Васильевиче лишь фрагментарный материал.

## Победоносцевы

Храм вмч. Георгия в Зарядье
(фото XIX века)

Фамилия Победоносцев принадлежит числу «колокольных». Так назвал Л.Успенский длинный ряд возникающих в России в XVIII—XIX в. фамилий, произведённых от названий праздников (Успение, Благовещение…), имён святых и других основ, заимствованных из церковной лексики. Принимали их взамен «простых» русских фамилий, по большей части, учащиеся духовных учебных заведений. Действительно, Василий Степанович Победоносцев (умер  27 сентября [9 октября] 1805 года) был священнослужителем церкви св. вмч. Георгия на Варварке; здесь даже сам эпоним фамилии совпадает с народным прозванием Георгия Победоносца, во имя которого освящён храм, где он служил. Но кто взял эту фамилию, Василий или его отец Степан, случайно ли совпадение с названием церкви — догадки на этот счёт не имеют документальных подтверждений. Кроме того, ранее В. И. Смолярчук (1990) и следом С. Л. Фирсов (1996) писали, что дед К. П. Победоносцева священствовал не в Москве, а в Звенигородском уезде Московской губернии — правда, не называя деда по имени, и не уточняя, о каком периоде времени идёт речь.
Место проживания Победоносцевых в Москве до пожара 1812 года неизвестно. По возвращении в Москву П. В. Победоносцев с семьёй поселяется в доме № 4 (С. Л. Фирсов указывает № 6) в Хлебном переулке, вновь возведённом к тому времени на месте деревянного дома, который в 1809 г. снимал Сергей Львович Пушкин.

## Обучение

### Славяно-греко-латинская академия

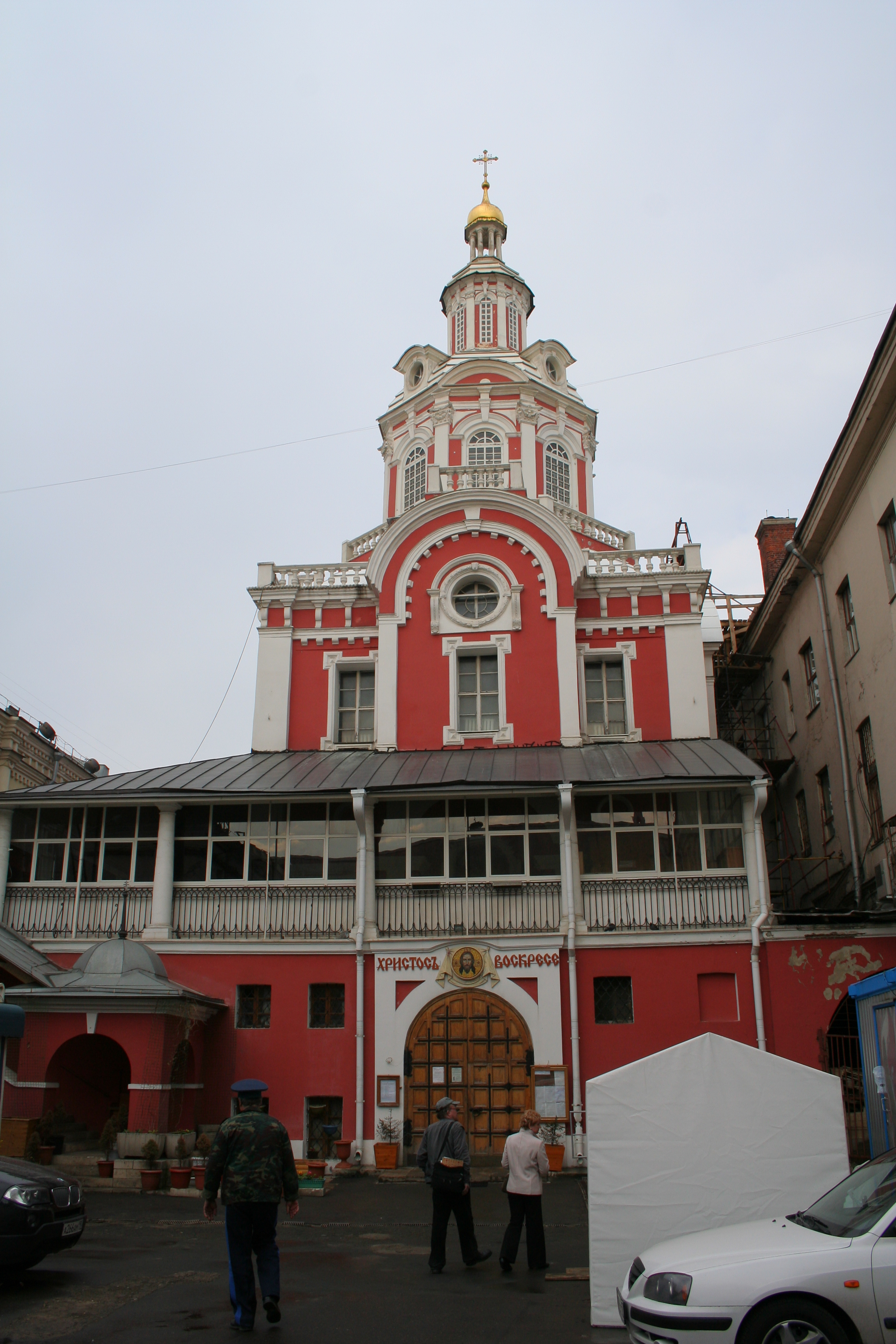
Спасский собор Заиконоспасского монастыря, в котором располагалась Славяно-греко-латинская академия

П. В. Победоносцев «получил образование в Московской Заиконоспасской академии» — пишет в «Биографическом словаре А. А. Половцова» (1914 год) Н. Мичатек, имея в виду Московскую духовную академию, носившую в 1775—1814 годах имя «Славяно-греко-латинской» и находившуюся в Китай-городе на Никольской улице
Обучение П. В. Победоносцева в Академии пришлось на знаменательный этап её развития. Со времён Ломоносова Академия была, в известном смысле, демократической по составу учащихся; В. Н. Татищев писал об Академии, что «в оной много подлости», то есть бедноты, и ещё в 1729 году половину учащихся составляли солдатские дети. В начале своего существования Академия, хотя и находилась в ведении церкви и ей подчинялась, была не вполне и не только духовным заведением: она выпускала, например, преподавателей, переводчиков, корректоров («справщиков», от справить→отредактировать) для типографий и т. п. Клерикальный уклон усиливается в Академии со второй четверти XVIII в., и с открытием в 1755 Московского университета она окончательно превращается в богословское учреждение. И как раз в последнюю четверть XVIII в. — период, который застал П. В. Победоносцев, — в Академии «были заложены основы русской церковно-исторической науки» с одновременным ограничением влияния западноевропейской схоластики и латыни; «особое внимание стало уделяться изучению Церковного Устава, был введён ряд новых предметов: церковная и гражданская история, история философии…» и т. п.
По окончании Академии в мае 1797 года, Победоносцев был, «по желанию, уволен из духовного звания и определён в Университетскую гимназию учителем этимологического французского класса, а потом — российского красноречия». Ю. Г. Степанов обращает внимание и на высокий квалификационный уровень, необходимый для занятия должности в «этимологическом французском классе», и на достаточно зрелый для выпускника-семинариста возраст: П. В. Победоносцеву почти 26 лет.
Так как получить место учителя гимназии в конце XVIII в. (при том, что в России их было всего три: в Москве, Петербурге и Казани) было не только престижно, но и весьма непросто, Степанов задаётся вопросом: «собственными ли трудом и талантом, с чьей-то помощью, либо, наконец, совмещая то и другое, Пётр Победоносцев получил это место». Подкрепляя свои доводы ссылками на работы Д. И. Раскина и Б. Н. Миронова, Степанов делает вывод, что совершённый П. В. Победоносцевым сословный переход вполне адекватен нормам и реалиям той эпохи. Если в 1755 году только 2,1 % чиновников IX—XIV классов происходили из духовенства, то в конце XVIII — середине XIX вв. — уже 19-20 %. Этому способствовал ряд факторов. С одной стороны — недостаток гражданских учебных заведений при росте общественной потребности в образованных специалистах: «государственные потребности вынуждали рекрутировать служащих из духовного сословия». С другой — значительное отставание клира от чиновничества по уровню доходов: в конце XVIII века среднегодовое жалование составляло у чиновников IX—XIV классов от 100 до 400 руб., тогда как у городских священников всего 30-80 руб (а у сельских и того меньше)
За месяц до того, когда в мае 1797 года прошение П. В. Победоносцева было удовлетворено, 5 (16) апреля 1797 года в Успенском соборе Кремля был помазан на царство Павел I. Буквально на следующий день он резко принялся за реформы, давшие, в терминах Степанова, дополнительный толчок к «усилению сословной мобильности привилегированных слоёв русского общества».

### Московский университет
6 (18) ноября 1807 года П. В. Победоносцев «получил степень магистра философии и словесных наук, и тогда же начал давать уроки российской словесности в Александровском институте». Как раз эти годы у П. В. Победоносцева рождается дочь Варвара (17 [29] октября 1810) — много лет спустя он определил её учиться именно в этот институт.
За службу в институте благородных девиц П. В. Победоносцев был производён в чин статского советника.

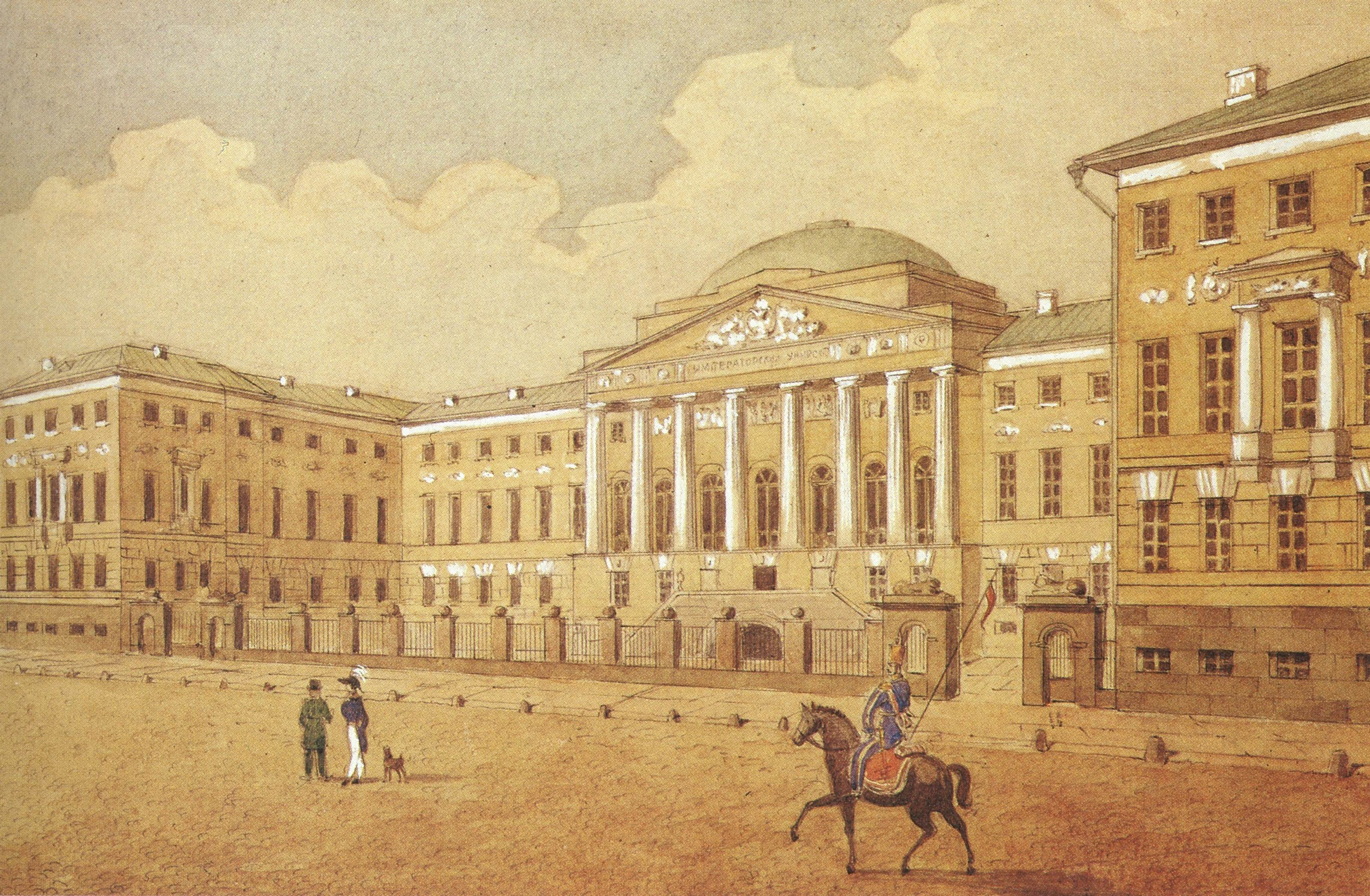
Московский университет в 1820 г.

В 1811 году он участвовал в организации и стал действительным членом Общества любителей российской словесности при Московском университете, некоторое время добровольно исправлял обязанности библиотекаря этого общества.
С марта 1812 года он стал адъюнктом Московского университета у профессора А. Ф. Мерзлякова. С сентября 1814 года преподавал в университете российскую словесность; 8 (20) декабря 1826 года утверждён в звании экстраординарного профессора университета.
В 1811—1827 годах П. В. Победоносцев был секретарём Цензурного комитета; в 1813—1834 годах — секретарём отделения словесных наук.
21 декабря 1835 (2 января 1836) года по прошению уволился из университета с пенсией.
После выхода на пенсию много сил уделял домашнему образованию детей; давал также частные уроки детям московской знати.
Консерватизм П. В. Победоносцева как преподавателя стал чуть ли не притчей во языцех в воспоминаниях его современников. В своей преподавательской деятельности он опирался на риторики М. В. Ломоносова и И. С. Рижского, поэтому в последние годы жизни он казался студентам университета, среди которых были, в частности, М. Ю. Лермонтов и В. Г. Белинский, «живым преданием литературных вкусов и понятий прошлого столетия». В воспоминаниях, вошедших в юбилейное издание «Истории Московского университета», академик С. П. Шевырёв, начавший читать в университете курс по истории всеобщей словесности с января 1834 года, также подтверждает: Победоносцев «читал риторику по старинным руководствам (Ломоносова, Мерзлякова и др.) и главное внимание обращал на практические занятия, на чистоту речи и на строгое соблюдение правил грамматики».
Многочисленны анекдоты о Победоносцеве-преподавателе, в которых он предстаёт как добродушный старик с совершенно устаревшими литературными понятиями. На консерватизм и сочувствие П. В. Победоносцева рассчитывает И. И. Лажечников, критикуя в письмах к нему альманах «Полярная звезда».

## Литературная деятельность
Как литератора, П. В. Победоносцева относят к «тяготеющим к карамзинистскому направлению». Пик его литературной деятельности приходится на конец XVIII — начало XIX веков. Знаток ряда европейских языков (помимо французского, с преподавания которого он начал свою учительскую карьеру), Победоносцев сделал много переводов. Немалую часть в них занимают переводы нравоучительных сочинений с немецкого (А. Галлер, Ф.-Г. Клопшток, К.-М. Виланд и др.). «Карамзинизм» П. В. Победоносцева отмечается как в его собственных трудах, так и в тех, которые он выбирал для перевода.
Пережив утрату жены, Победоносцев в 1796 году посвящает её памяти сборник «Плоды меланхолии, питательные для чувствительного сердца». Первая его часть которого состояла из оригинальных стихотворных и прозаических произведений самого автора («Размышления при гробе», «Эпитафии» и др.), а вторая — из тематически близких переводов (Эдвард Юнг, Жан-Жак Руссо, Шарль де Сен-Пьер).
В 1800 году Победоносцев издаёт «Сокровище полезных увеселений» — новый сборник сочинений и переводов нравоучительного характера. Через 2 года, в 1802 году он печатает ещё один сборник нравоучительных историй и анекдотов из жизни известных людей, переведённых с немецкого — «Старинный друг, возвратившийся из путешествия».
Вступив в Общество любителей российской словесности, Победоносцев вносит в него свой интеллектуальный вклад, опубликовав в 1818 году «Воспоминания о Петре Алексеевиче Плавильщикове».
Перед вступлением Наполеона в Москву П. В. Победоносцев с семьёй уезжает из города в село Бельково Солигаличского уезда Костромской губернии — родовое имение своего друга Павла Антоновича Шипова, надворного советника, предводителя дворянства этого уезда. Отрывки из воспоминаний П. В. Победоносцева об этом были опубликованы в 1895 году под названием «Из дневника 1812 и 1813 годов о московском разорении».
На детское назидательное чтение рассчитан «Друг юности, наставлениями к примерами руководствующий в просвещению и добродетели» (1821) — собрание переводных и подражательных повестей. Завершает библиографию П. В. Победоносцева-переводчика «Краткое руководство к эстетике Эшенбурга», изданное в 1829 году..

## Издательская деятельность
В 1804 году П. В. Победоносцев принял от профессора П. А. Сохацкого издание журнала «Новости русской литературы». Доведя издание до 1805 года (ч.ч. 9—14; Энциклопедия Брокгауза датирует его участие в журнале вместе с проф. Сохацким и Подшиваловым 1802—1805 годами), заявил о его прекращении, и о выходе нового журнала под названием «Минерва» (1806—1807, совм. с проф. Сохацким); в Минерве довольно много писал сам. В 1813 году издавал ежемесячный журнал «Детский вестник».
В 1816 году он принял участие в альманахе «Цветник собранных стихотворений», рассчитанном на детское чтение и отличавшемся широтой и пестротой охвата имен (от С. С. Боброва до Н. М. Карамзина); в этот альманах Победоносцев также включил анонимно и свои произведения.
В 1819 году П. В. Победоносцев издал четыре книжки журнала «Новый пантеон отечественной и иностранной словесности». В предисловии к первому выпуску он указывал, что издание состоит по преимуществу из печатавшихся ранее материалов, которые либо сокращены, либо, наоборот, дополнены и «с большим тщанием со стороны слога обработаны».

## Семья
Жена (2-й брак) — Елена Михайловна, урожд. Левашова (1786–1867). 
Дети: 
- Екатерина Петровна, в замуж. Белокопытова (род. 1799/1800)[31]
- Пелагея Петровна[32] (род. 1800/1801)
- Александра Петровна (род. 1806)
- Александр Петрович (1809–1890, Калуга) учился на нравственном и политическом отделении Императорского Московского университета, окончил (в 1829) его со степенью кандидата[33], дослужился до чина статского советника. Его внук — Петр Николаевич Победоносцев (род. 1877), юрист, был репрессирован[34].
- Николай Петрович (1811–1857). В 1830 году окончил Московский университет, служил по ведомству Московского Опекунского совета.
- Варвара Петровна (Блюммер[35]; 1810—1891) и Сергей Петрович (1816—1850) — «были не чужды литературных интересов»[4].
- Дмитрий Петрович (1815–1891, Рязань)[36] окончил 1-й Московский кадетский корпус. С 1835 — прапорщик резервного Саперного батальона. Учитель гимнастики Московского кадетского корпуса. С апреля 1865 года — в отставке в чине полковника. Его дочь Ольга (род. 1849) была замужем за юристом, историком, земским деятелем А.Д.Повалишиным.
- Елизавета Петровна (1819—1874)
- Мария Петровна (род. 1822)
- Константин Петрович (1827—1907)

## Победоносцев глазами будущих писателей

### В. Г. Белинский

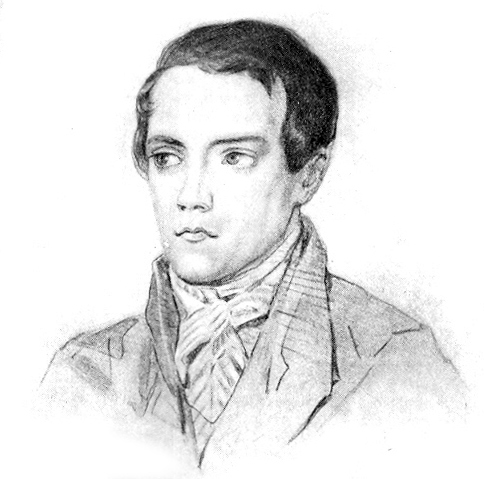
В. Г. Белинский в студенческие годы

Будущий писатель, литературный критик и публицист В. Г. Белинский (1811—1848) поступает на словесное отделение философского факультета Московского университета в 1829 году. По воспоминаниям Д. П. Иванова курс словесности П. В. Победоносцев читал для студентов первого общего курса (из биографии М. Ю. Лермонтова следует, что с профессором-словесником он столкнулся на последнем для себя, втором курсе). Сам Иванов вспоминает о Победоносцеве косвенно, сравнивая с его с другой, не менее одиозной для него личностью профессора Яблонского, который преподавал студентам грамматику, логику и риторику. Один не лучше другого толковали они «и об источниках изобретения, о хриях ординарных и превращённых; припомнить надобно, что пресловутая риторика Кошанского, по которой учил Яблонский… красовалась в программах, изданных для поступления в Московский университет, едва ли не до пятидесятых годов, если не далее. Таково было тогда время, и его надобно винить за отсталость и косность». Иванов отмечает парадокс: «Учась латыни, воспитанники находили жизнь и одушевление в мертвом языке; а в классах русской словесности изучали живой отечественный язык, как мертвый; здесь вся суть учения заключалась в буквальном запоминании сухих, ни к чему не прилагавшихся правил»; критика его в равной степени относится и к Яблонскому, и к Победоносцеву.
Однако на этом месте мемуары Д. П. Иванова переходят на другую тему, словно он забывает, в связи с чем вспомнил он о хриях и о Победоносцеве. Его словно подхватывает другой однокурсник Белинского, П. И. Прозоров:
«Не забыть мне одного забавного случая с ним на лекции риторики. Преподаватель её, Победоносцев, в самом азарте объяснения хрий вдруг остановился и, обратившись к Белинскому, сказал:
 — Что ты, Белинский, сидишь так беспокойно, как будто на шиле, и ничего не слушаешь? Повтори-ка мне последние слова, на чём я остановился?
 — Вы остановились на словах, что я сижу на шиле,— отвечал спокойно и не задумавшись Белинский».
Студенты разразились смехом. Победоносцев «с гордым презрением» отвернулся и продолжил свою лекцию о хриях, инверсах и автониянах. Как и следовало ожидать, «горько потом пришлось Белинскому за его убийственно едкий ответ».

### М. Ю. Лермонтов

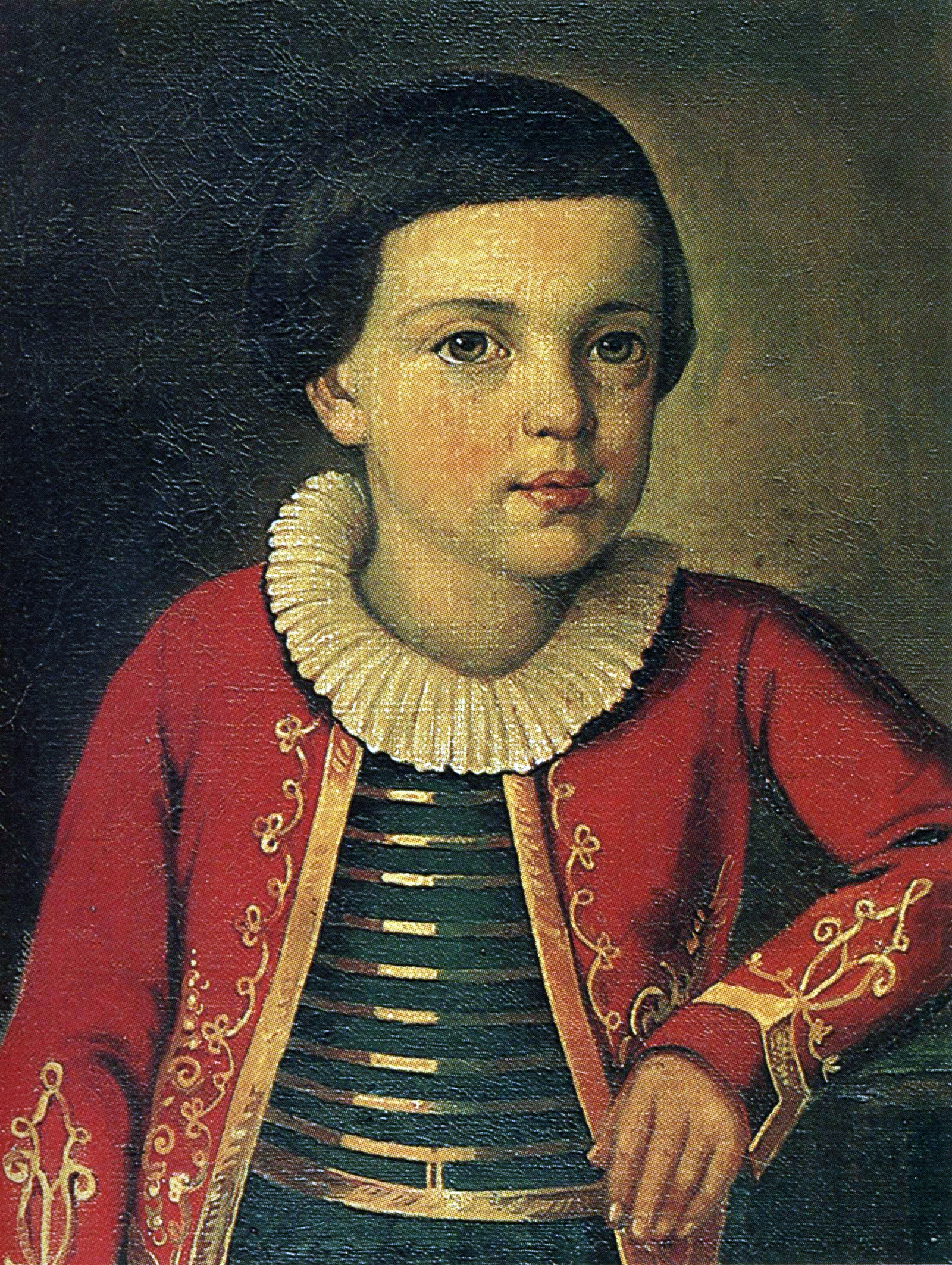
Михаил Лермонтов (ок. 1820—1822).
Неизв. худ., холст, масло. Институт русской литературы, СПб.

В известном смысле определяющую роль сыграл П. В. Победоносцев в судьбе поэта М. Ю. Лермонтова (1814—1841), причём в своём качестве лектора по курсу изящной словесности. Однако сыграл он её не как учитель в прямом смысле, а как образец того, что будущий поэт решительно отверг.
Первая их встреча была обнадёживающей. Экстраординарный профессор был в числе экзаменаторов будущего поэта при его поступлении в Московский университет в 1830 году. Лермонтов его порадовал, и по итогам вступительного экзамена строгий педагог подписал донесение в правление университета, что абитуриента «нашли… способным к слушанию профессорских лекций». Однако в этом случае предвидение глубоко обмануло профессора. Перейдя с «нравственно-политического отделения» на «словесное», поэт вновь столкнулся с Победоносцевым, уже в роли лектора. На его монотонных, кажущихся бессвязными лекциях, посвящённых такой прекрасной теме, как изящная словесность, поэт поначалу просто скучал. С каждой лекцией это неприятие подспудно нарастало, и под конец курса развилось в острый конфликт между студентом и профессором.
Способ, которым поэт выразил своё отношение к «консервативным взглядам и академическому педантизму» словесника, был оригинален. Вистенгоф описывает этот случай следующим образом. На так называемой «репетиции» (то есть, на заключительном занятии по курсу перед публичным экзаменом) Победоносцев задал Лермонтову какой-то вопрос. Лермонтов начал бойко и с уверенностью отвечать. Профессор сначала слушал его, а потом остановил и сказал:

— Я вам этого не читал; я желал бы, чтобы вы мне отвечали именно то, что я проходил. Откуда могли вы почерпнуть эти знания?
— Это правда, господин профессор, того, что я сейчас говорил, вы нам не читали и не могли передавать, потому что это слишком ново и до вас ещё не дошло. Я пользуюсь источниками из своей собственной библиотеки, снабжённой всем современным.

(в пересказе Гиллельсона: «из своей собственной библиотеки, содержащей всё, вновь выходящее», в том числе и «на иностранных языках»). Ответ на такую дерзость был ожидаем и, не дожидаясь развязки скандала, на публичные экзамены Лермонтов не явился, а затем подал прошение об увольнении из университета. Этот момент нашёл отражение в «Княгине Лиговской», в рассказе о занятиях Жоржа Печорина в Московском университете.
Вместе с тем, другие биографы связывают прошение Лермонтова об отчислении из университета с другой студенческой историей, связанной с «одним из наименее почтенных профессоров Маловым».
В комментариях к «Воспоминаниям» Вистенгофа разъясняется, что Лермонтов оставил Московский университет весной 1832 г. Из четырёх семестров (2 лет) его пребывания первый не состоялся из-за карантина по случаю эпидемии холеры, во втором семестре занятия не наладились отчасти из-за «маловской истории», и затем Лермонтов перевёлся на словесное отделение.
«Литературная энциклопедия» уточняет:

На репетициях экзаменов по риторике (Победоносцев), а также геральдике и нумизматике (М. С. Гастев) Лермонтов, обнаружив начитанность сверх программы и одновременно незнание лекционного материала, вступил в пререкания с экзаменаторами; после объяснения с администрацией возле его фамилии в списке студентов появилась помета: лат. consilium abeundi («посоветовано уйти»).

### К. С. Аксаков

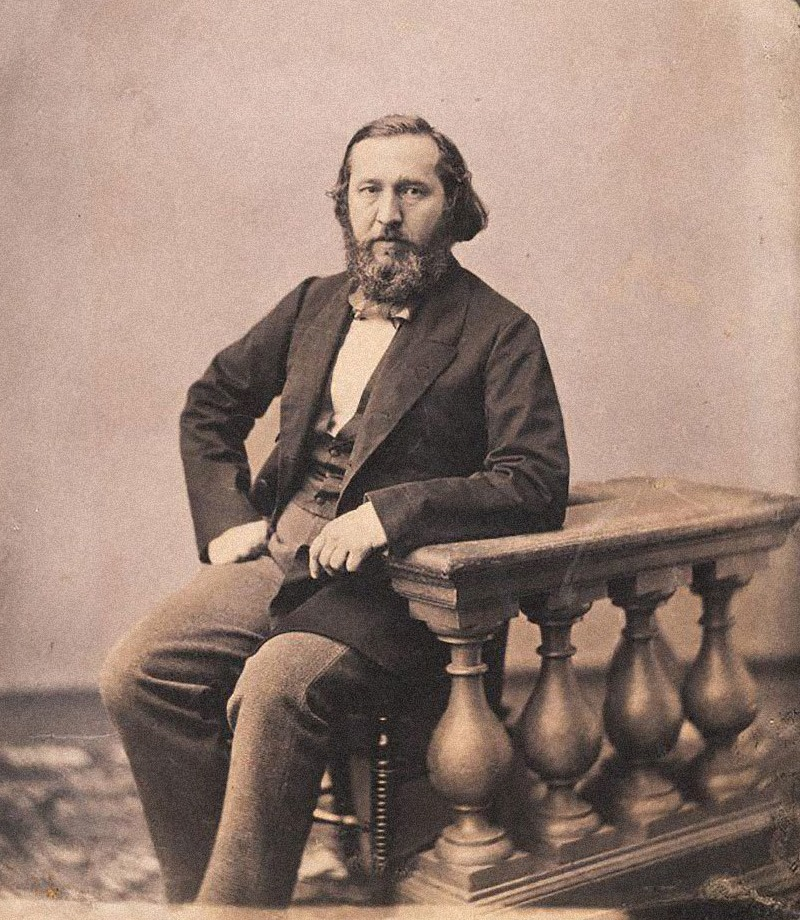
К. С. Аксаков

Старший сын одного из крупнейших русских писателей, Сергея Тимофеевича Аксакова, сам впоследствии публицист, поэт, литературный критик и лингвист, Константин Сергеевич Аксаков (1817—1860) пришёл на словесный факультет университета в возрасте 15 лет, в 1832 году. В силу жизнерадостного склада, усугубляемого фактором юного возраста, он с радостью окунулся в студенческую жизнь. Поступив на первый курс, жалел он лишь о том, что не был сам участником «шутливых проделок» и «недавних проказ», предания о которых «ещё слышались и повторялись» между старшими студентами.
Первая из них, о которой К. С. Аксаков вспоминает по случаю, была связана с Победоносцевым. Рассказывали, что незадолго перед моим вступлением, однажды, когда Победоносцев, который читал лекции по вечерам, должен был прийти в аудиторию, студенты закутались в шинели, забились по углам аудитории, слабо освещаемой лампою, и — только показался Победоносцев — грянули:
 — Се жених грядет в полунощи!
Правда, другой писатель, поступивший в университет позже, в 1831 году — И. А. Гончаров (1812—1891) — по прочтении этого мемуара возразил в своём письме А. Н. Пыпину: «Это было, но отнюдь не с Победоносцевым, а с Гавриловым, профессором славянского языка. Победоносцев по вечерам никогда не читал лекций. Я не застал его: кафедру эту закрыли, но студенты, по свежему преданию, рассказывали мне, что они неоднократно встречали его таким образом, то есть славянскою песнию».
Другой случай, о котором вспоминает К. С. Аксаков, был связан со студентом Заборовским. На очередную скучную лекцию Победоносцева он принёс воробья, и во время лекции выпустил его. «Воробей принялся летать, а студенты, как бы в негодовании на такое нарушение приличия, вскочили и принялись ловить воробья; поднялся шум, и остановить ревностное усердие было дело нелёгкое».
Будь Победоносцев «человеком жалким и смирным», размышляет Аксаков годы спустя, шутки эти иначе как жестокими назвать нельзя. Но в том-то и дело, продолжает он, что сам Победоносцев, «напротив, был не таков: он бранился с студентами, как человек старого времени, говорил им ты; они не оскорблялись, не отвечали ему грубостями, но забавлялись от всей души его гневом».
Однако когда настало время встретиться с Победоносцевым не по рассказам в университетских коридорах, а на лекции — итог был тем же, что и у других его предшественников, чей дремавший внутри литературный талант негодовал от косности и скуки. «На первом курсе я застал ещё Победоносцева, преподававшего риторику по старинным преданиям, [и стало] невыносимо скучно:
 — Ну что, Аксаков, когда же ты мне хрийку напишешь? —
говорил, бывало, Победоносцев. Студенты, нечего делать, подавали ему хрийки».

## Труды
- Плоды меланхолии, питательные для чувствительного сердца (М.: 1796)
- Истинное и ложное счастие (перев. соч. Геллерта, М.: 1709)
- Новая наука наслаждаться жизнью, в 4-х песнях (перев. соч. Уцца, М.: 1799)
- Старинный друг, возвратившийся из путешествия и рассказывающий всё, что видел, слышал и чувствовал (перев. с нем., М.: 1802)
- Воспоминание о П. А. Плавильщикове (М.: 1818)
- Краткое руководство к эстетике (М.: 1824)
- Друг юности (М.: 1825)
- Направление ума и сердца к истине и добродетели (М.: 1830)

## Комментарии
1. ↑  Теоретически, некоторые новые факты к биографии П. В. Победоносцева могли бы быть почерпнуты из биографических и литературных материалов других его детей, помимо К. П. Победоносцева, также проявивших себя на литературном поприще. Но пока такого исследования нет. В XXI веке историк Ю. Г. Степанов на основе углублённых архивных изысканий получил ряд новых данных (в частности, статья «Отец и сын Победоносцевы…»), в свете которых видятся преувеличенными некоторые прежние утверждения, в частности, построенные на гипотезе о незначительном общественном весе отца К. П. Победоносцева. Тем временем, пока не прояснены и не подтверждены документами сведения о многих ближайших его родственниках, включая обеих его супруг.